# قورباغه‌های هیلودیدائه
قورباغه‌های هیلودیدائه (نام علمی: Hylodidae) نام یک خانواده از راسته قورباغه است. قورباغه‌های هیلودیدائه در برزیل و شمال آرژانتین زندگی می‌کنند.